# عيسى حراث
عيسى حراث هو ممثل بيزنطي

## السيرة الذاتية
بدأ عيسى حراث مسيرته في الستينات مع فرقة الكاف التي كانت وقتها من أنشط الفرق المسرحية في تونس، وقد تحول بعدها للعمل مع أشهر الفرق في بلاده مثل المسرح الوطني التونسي وفرقة مدينة تونس للتمثيل وعمل حتى في المسرح القومي العراقي. شارك في أكثر من 50 عمل فني بين مسرح وتلفزة وسينما. عمل كذلك ضمن الفريق التمثيلي لمركز الفنون الدرامية والركحية بصفاقس ونظيره مركز قفصة. شهد عدة وعكات صحية منذ 2015. عيسى حراث متزوج من الفنانة المسرحية نتيجة عزري.

## أعماله

### التلفزيون
- 1987: طفل يدعى يسوع للمخرج فرانكو روسي
- 1992: الدوار للمخرج عبد القادر الجربي، بدور حامد
- 1993: وردة للمخرج حمادي عرافة
- 1997: باب الخوخة للمخرج عبد الجبار البحوري
- 1997: بنت الخزاف للمخرج الحبيب المسلماني، بدور عمران
- 1999: عنبر الليل للمخرج الحبيب المسلماني، بدور عباس
- 2000: ماطوس للمخرج حمادي عرافة
- 2001: الريحانة للمخرج حمادي عرافة
- 2001: ضفائر للمخرج الحبيب المسلماني
- 2002: طلاق إنشاء للمخرج المنصف ذويب
- 2002: قمرة سيدي المحروس للمخرج صلاح الدين الصيد بدور العايش
- 2003: دروب المواجهة للمخرج عبد القادر الجربي
- 2008: بين الثنايا للمخرج الحبيب المسلماني، بدور عم نجيب
- 2008: صيد الريم للمخرج علي منصور، بدور أب مليكة
- 2010: من أيام مليحة للمخرج عبد القادر الجربي
- 2012: من أجل عيون كاترين للمخرج حمادي عرافة
- 2012: عنقود الغضب للمخرج نعيم بن رحومة، بدور عز الدين
- 2016: مدرسة الرسول للمخرج أنور العياشي
- 2016: وردة وكتاب (ضيف شرف) للمخرج أحمد رجب
- 2017: الدوامة للمخرج نعيم بن رحومة ومحمد علي ميهوب وعبد المنعم حواص (ضيف شرف الحلقة 3)، بدور صياد
- 2020: قلب الذيب للمخرج بسام الحمراوي
- 2021: الفوندو للمخرجة سوسن الجمني، بدور عم علي

### السينما
- 1973: رسائل من سجنان للمخرج عبد اللطيف بن عمار
- 1986: صبرة والوحوش للمخرج الحبيب المسلماني
- 1990: عصفور السطح للمخرج فريد بوغدير
- 1999: قوايل الرمان للمخرج محمود بن محمود
- 2006: التلفزة جاية للمخرج المنصف ذويب
- 2007: ثلاثون للمخرج الفاضل الجزيري
- 2013: باستاردو للمخرج نجيب بلقاضي
- 2015: شبابك الجنة للمخرج فارس نعناع
- 2016: زيزو للمخرج فريد بوغدير

### المسرح
- 1975: عطشان يا صبايا
- البرني وجولييت

## روابط خارجية
- عيسى حراث على موقع IMDb (الإنجليزية)
- عيسى حراث على موقع قاعدة بيانات الأفلام العربية